# 黄毛草莓
黄毛草莓（学名：Fragaria nilgerrensis）为蔷薇科草莓属的植物。分布于印度东部、越南、尼泊尔、锡金以及中国的四川、云南、贵州、湖南、陕西、台湾、湖北等地，生长于海拔700米至3,000米的地区，多生于生山坡草地以及沟边林下，目前已由人工引种栽培。

## 异名
- Fragaria nilgerrensis Schlecht. ex J. Gay var. mairei (Levl.) Hand.-Mazz.